# Lycodon cathaya
Lycodon cathaya — вид змій з родини полозових (Colubridae). Описаний у 2020 році.

## Назва
Видова назва cathaya посилається на хвойну рослину катая (Cathaya argyrophylla), що є реліктовою рослиною, яка перебуває під загрозою зникнення, і була вперше виявлена в заповіднику Гуапін дослідницькою групою університету Сунь Ятсена.

## Поширення
Ендемік Китаю. Виявлений у заповіднику Гуапін в провінції Гуансі на півдні країни.